# Siboniso Gaxa
Siboniso Gaxa vagy
Siboniso Pa Gaxa (Durban, 1984. április 6.) dél-afrikai labdarúgó, jelenleg hazájában, a Mamelodi Sundowns csapatánál játszik hátvédként, valamint tagja hazája nemzeti csapatának is.

## Pályafutása
2002-ben került a dél-afrikai első osztályban szereplő Supersport United együtteséhez. Egy bajnoki címet szerzett a hat ott töltött idény alatt, majd 2008-ban a Mamelodi Sundowns csapatához szerződött és azóta is itt játszik.

## Válogatott
2005. június 4-én a Zöld-foki Köztársaság elleni világbajnoki selejtező mérkőzésen debütált a válogatottban. Tagja volt a 2005-ös CONCACAF-aranykupán, a 2006-os afrikai nemzetek kupáján, valamint a 2009-es konföderációs kupán részt vevő dél-afrikai keretnek, ezentúl ott van a 2010-es világbajnokságon szereplő nemzeti csapatban is.

## Sikerei, díjai
- Supersport United:
  - Dél-afrikai bajnok: 2008

## Külső hivatkozások
- Profilja a FIFA honlapján[halott link]